# Імені Нартая Бекежанова
імені Нарта́я Бекежа́нова (каз. Нартай Бекхожанов ат.а.) — село у складі Шиєлійського району Кизилординської області Казахстану. Адміністративний центр та єдиний населений пункт Керделинського сільського округу.
У радянські часи село називалось Комунізм.
Населення — 2777 осіб (2021; 2776 у 2009, 2457 у 1999, 2275 у 1989).

## Видатні уродженці
- Ширинкуль Казанбаєва — Герой Соціалістичної Праці.